# Сайкобилли
Сайкоби́лли (англ. Psychobilly) — жанр рок-музыки, сочетающий экспрессию и агрессивность панк-рока с мелодикой кантри и рокабилли. По мнению американского критика Джен Камински, жанр «сайкобилли» объединяет все современные и постпанковские разновидности рокабилли (такие как готабилли, панкабилли, сёрфабилли, крастабилли, трэшабилли и др.) J.Kaminsky: Rockabilly Riot Как правило, в сайкобилли-группах вместо бас-гитары используется контрабас (преемственность с рокабилли). Вместе с контрабасом используются барабаны (обычно и чаще всего только рабочий и тарелки) и гитара. Большинство групп жанра в своих текстах эксплуатирует загробную и фантастическую тематику (The Meteors, The Cramps, Mad Sin, Bloodsucking Zombies From Outer Space, The Krewmen). Некоторые сайкобилли-группы придерживаются более традиционной рок-н-ролльной тематики и добавляют романтику вестерна в свою музыку (The Quakes, Reverend Horton Heat, The Long Tall Texans, Pitmen); другие обогащают звук, используя духовые инструменты (The Highliners) или же работают на стыке фолк-музыки и панка (The Monster Klub).

## История жанра

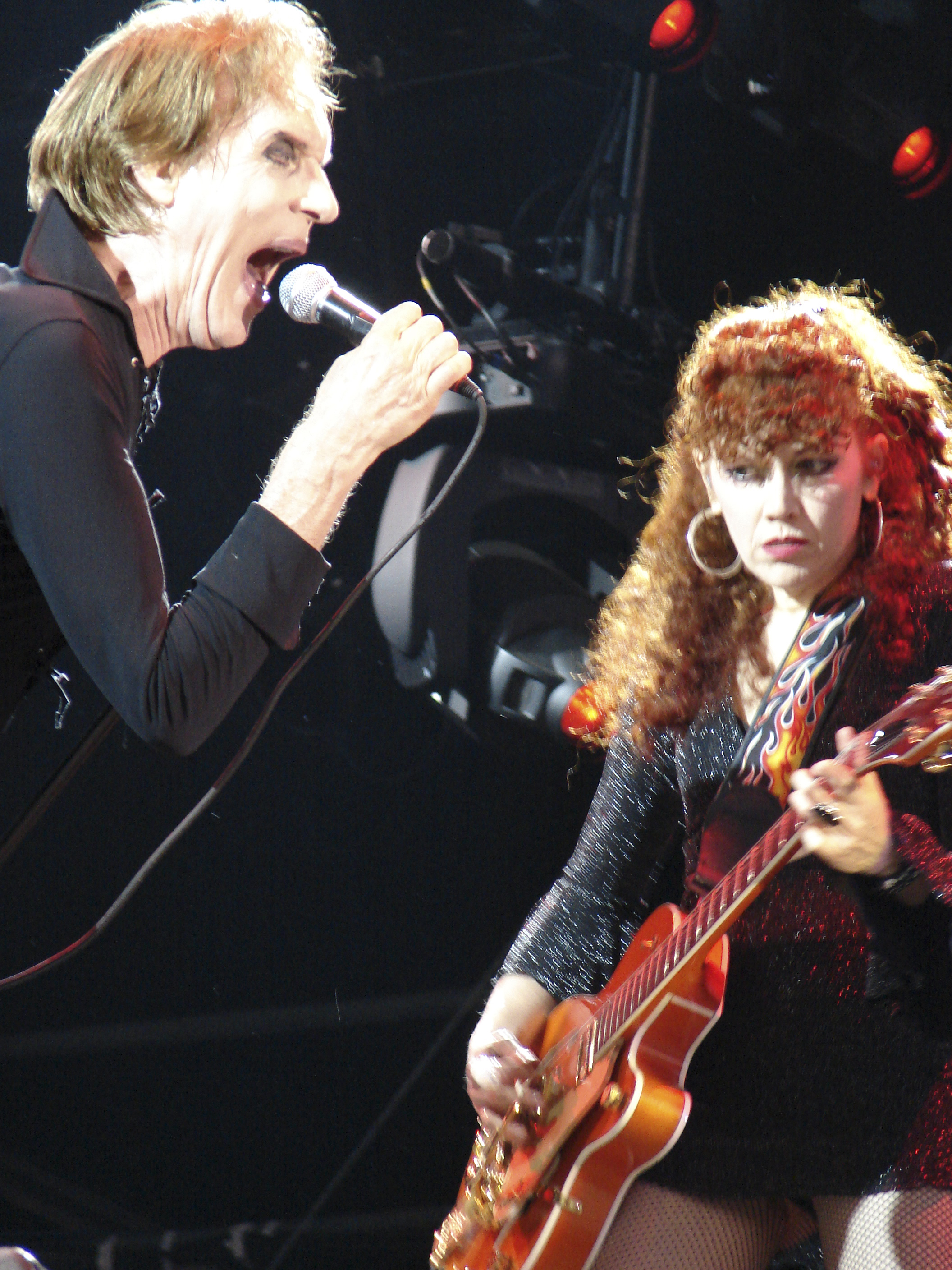
Основоположники жанра The Cramps, 2006 год

Относительно музыки, жанр впервые использовали The Cramps в 1975 году. У ранних The Cramps не было не только контрабаса, но даже и бас-гитары, зато было две гитары — одна тяжелая, а другая легкая. Это и было «классическое» сайко. The Cramps, несмотря на очень своеобразное звучание, стали основоположниками нового стиля, формула которого: «рокабилли плюс панк, а главное — дух и энергия». От них же пошли и нетрадиционные темы для песен, взятые из фильмов категории «Б» — ужасы, космическая и прочая фантастика, уличные хулиганы и, как правило, все это не без юмора. Следующими классиками стали группа The Meteors, организованная лидером группы П.Полом Фенеком (Paul P.Fenech) в 1980 году в Великобритании. Их история начинается на концерте The Cramps, хотя сегодня Пол Фенек этого не признает. Очень многие, в том числе и лидер группы Пол Фенек, считают, что «only the Meteors are pure psychobilly», то есть только Meteors играют настоящее, чистое, «классическое» сайко. Но, по крайней мере, The Meteors — это самая первая европейская сайко команда, и наиболее культовая из всех. А вторая, пожалуй, даже больше известная западной широкой публике — это King Kurt (считается что тенденция «психов» забриваться пошла именно с них). Причём музыка этой группы вообще ни на что не похожа, у них в составе даже есть саксофон. Совсем другая тематика текстов, очень своеобразное шоу, афроритмы, латинос, каверы на джазовые стандарты и при этом рокабилли, панк, драйв. Такой была вторая по хронологии и первая в смысле коммерческого успеха европейская сайко группа.

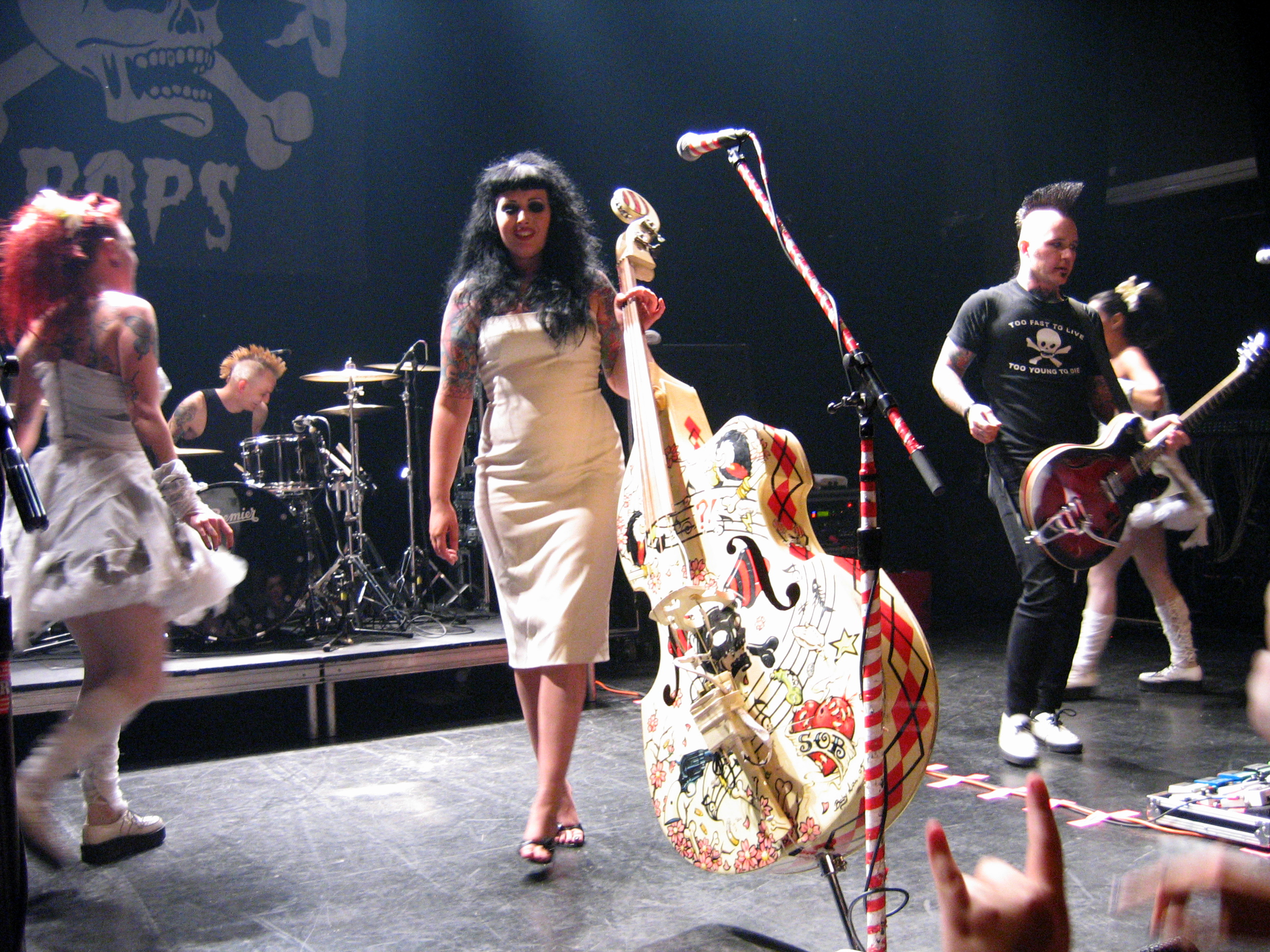
HorrorPops, 2003 год

Золотое время жанра было в восьмидесятых годах, а его центром стал лондонский Klub Foot, поэтому то звучание типа «ранний» Batmobile, группа Archie, вообще 1я и 2я сайко-атаки называется «Klub Foot psychobilly» однако в конце девяностых сайкобилли снова обрело популярность с приходом таких групп, как The Living End, Tiger Army, Godless Wicked Creeps, Astro-Zombies. В 2002 году датская группа Nekromantix выпустила свой альбом «Return Of The Loving Dead» на студии Hellcat в США, чем подтолкнула интерес американской аудитории к сайкобилли в Европе. Сейчас жанр сайкобилли популярен в таких странах, как Великобритания, Германия, Нидерланды, Испания, Бразилия, Украина, Россия

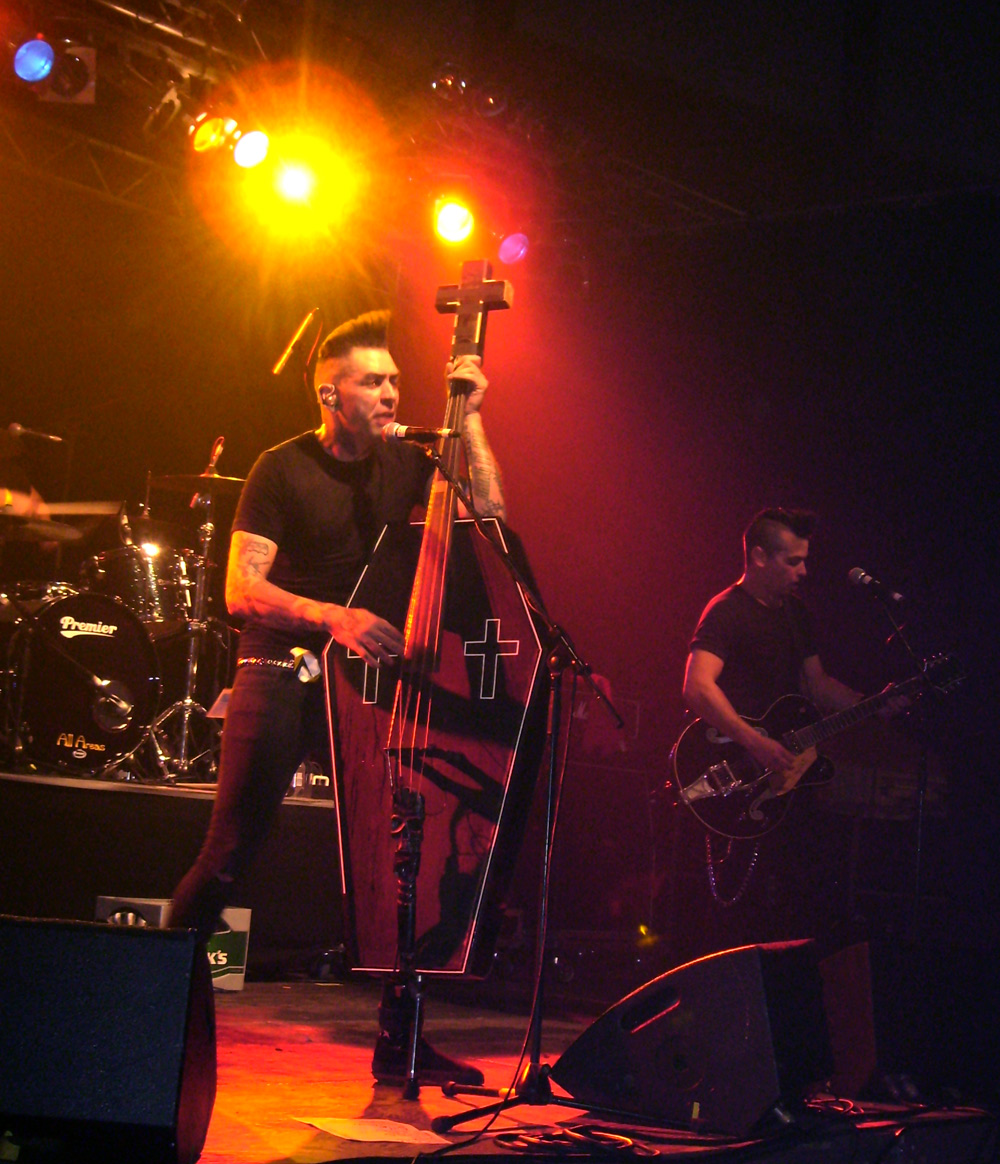
Концерт Nekromantix на фестивале Satanic Stomp, Германия, 2008.

В последнее время стиль начал изменяться — музыка стала более агрессивной, и в традиционное сайкобилли проник метал (Os Catalepticos, Cenobites).
В течение года по всему миру проводятся десятки фестивалей, собирающие до 2000 зрителей. Самыми крупными в Европе являются Satanic Stomp (апрель, Германия), Psychomania (май, Германия), Ukrabilly Bang (апрель, Украина) и главное европейское событие года — Psychobilly Meeting (июнь, Испания).
Мода, стиль одежды людей, серьёзно увлекающихся сайкобилли, представляет собой что-то среднее между модой панков и гризеров: тяжёлые ботинки Dr. Martens, узкие джинсы, винтажные кожаные куртки Varsity, «элвисовские прически» с забритыми висками и затылком, а также большое количество татуировок, колец, значков и т. д. Популярен также символ железного креста, который достаточно часто встречается на одежде и атрибутах (кольцах, серьгах и т. д). Большая часть аудитории на концертах — белые молодые люди от 16 до 30 лет. Несмотря на то, что сайкобилли во многом связано с панк-роком, сайкобилли совершенно не политизировано, однако, всегда антисоциально в мелкохулиганском и бунтарском плане.